# Sekimori-ishi
Sekimori-ishi (jap. 関守石 pol. kamień-bariera) lub tome-ishi (jap. 留め石) – kamień przewiązany sznurkiem znajdujący swoje zastosowanie głównie w tradycyjnych ogrodach japońskich, zwłaszcza w tych, w których znajdują się pawilony herbaciane. 

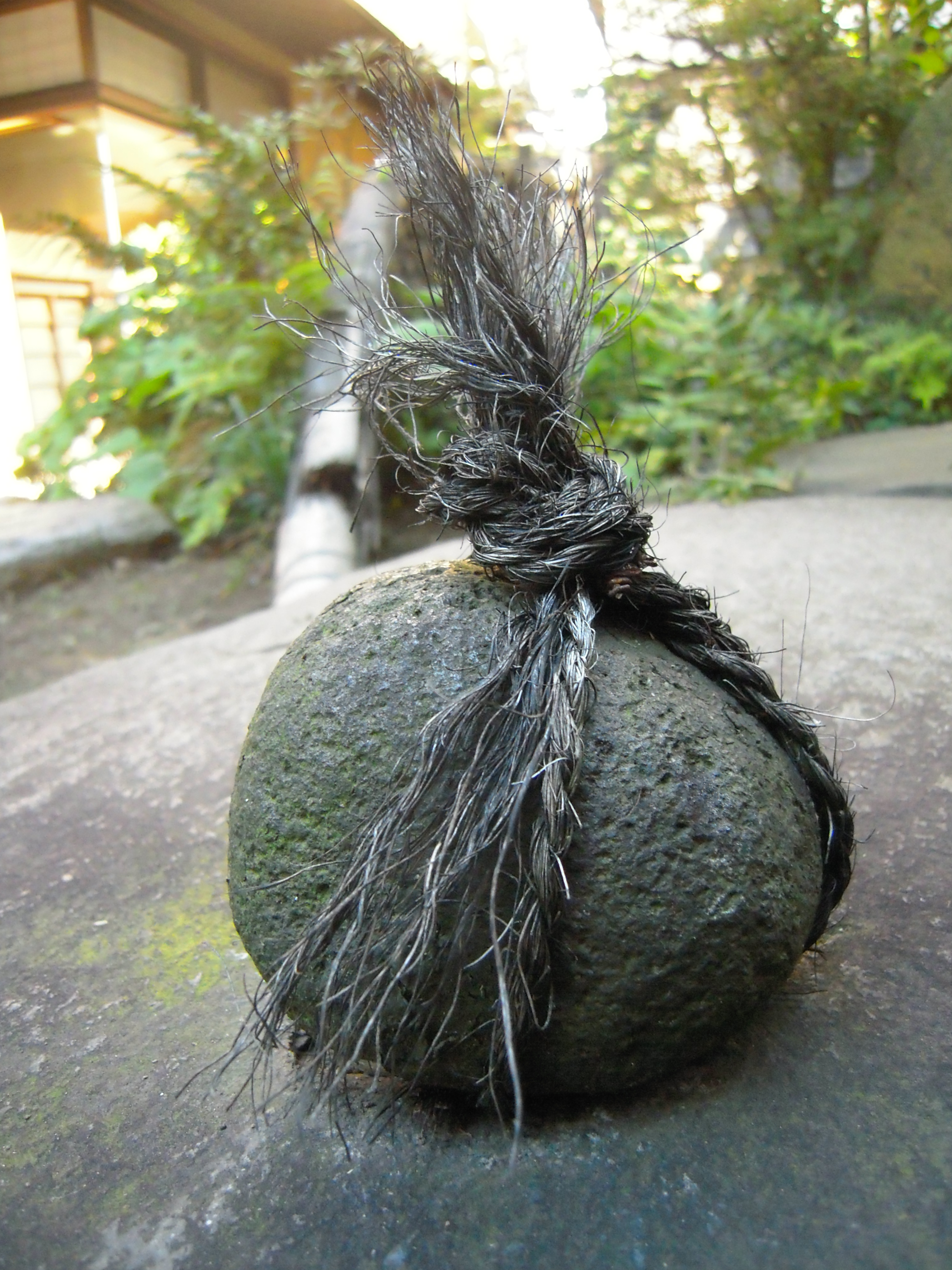
Tome-ishi

Pozostawiony na jednym z kamieni, z których składa się ścieżka, symbolizuje zakaz wstępu. Współcześnie jest on znany jedynie w kręgach ludzi praktykujących japońską ceremonię picia herbaty oraz wśród ludzi interesujących się tradycyjnym ogrodem japońskim. Sporadycznie można się z nim spotkać na zewnątrz tradycyjnych restauracji japońskich, gdzie sygnalizuje, iż lokal jest zamknięty.
Legenda wiąże pochodzenie sekimori-ishi z postacią Sen no Rikyū. Zgodnie z nią, gdy Rikyū zaprosił znanego mnicha zen na ceremonię picia herbaty, pozostawił przed wejściem do pawilonu herbacianego mały garnuszek, aby sprawdzić, jak mnich zdoła się dostać do środka bez przekraczania symbolicznej bariery. 
Nie wiadomo, czy taka sytuacja rzeczywiście miała miejsce, gdyż historia ta została zawarta w księdze zwanej Nanporoku, spisanej ok. 100 lat po śmierci Rikyū. Nie wiadomo także w jakich okolicznościach garnuszek został zastąpiony kamieniem. Do dziś kamienie są częścią ceremonii herbacianej i służą do wyznaczenia odpowiedniej drogi, którą uczestnicy powinni się udać.
Jednym z sekretów dotyczących sekimori-ishi jest powód obwiązywania go sznurkiem. Według Takayukiego Shimizu, architekta ogrodowego, dla którego sekimori-ishi był częścią pracy magisterskiej, jest to związane z faktem, iż Japończycy od starożytności oznaczali sznurkiem miejsca święte oraz przedmioty boskiego pochodzenia. Nadaje to kamieniowi odpowiedni autorytet.